# Iota Telescopii
Iota Telescopii (ι Tel / ι Telescopii) é uma estrela na constelação de Telescopium.
Iota Telescopii é uma estrela gigante de classe K com magnitude aparente 4,891. Está a aproximadamente 398 anos-luz da Terra.